# Mansión Pittock
La mansión Pittock es un castillo de estilo renacentista francés situado en el West Hills de Portland (Oregón), en los Estados Unidos. La mansión se construyó originalmente en 1914 como casa privada para el editor londinense de The Oregonian Henry Pittock y su esposa, Georgiana Burton Pittock. Se trata de una finca de 46 habitaciones construida con arenisca de Tenino y situada en 19 hectáreas, que ahora es propiedad de la Oficina de Parques y Actividades Recreativas de la ciudad y está abierta a las visitas.
La mansión, inspirada en la arquitectura victoriana y renacentista francesa, está situada en una extensión de West Hills que ofrece vistas panorámicas del centro de Portland. El edificio fue incluido en el Registro Nacional de Lugares Históricos en 1974.

## Historia

### Construcción y arquitectura
La mansión Pittock fue construida en 1909 por el editor y magnate londinense Henry Pittock como residencia privada para él y su esposa, Georgiana. La casa fue diseñada por el arquitecto de San Francisco Edward T. Foulkes. Una vez terminada, la casa contaba con lujos como un sistema de aspiración centralizada, interfonos, iluminación indirecta, un ascensor y un frigorífico. Los interiores de la mansión se basaban en una colección ecléctica de estilos, como la arquitectura jacobina, eduardiana, turca y renacentista francesa.
Georgiana Pittock era una ávida jardinera que fue miembro fundador de la Sociedad de Rosas de Portland, organizó la primera Exposición de Rosas de Portland en 1889, y ayudó a lanzar el Festival de Rosas de Portland. La mansión Pittock está rodeada de jardines formales que reflejan su pasión por la jardinería. El césped está rodeado de rosas como homenaje al trabajo de Georgiana.

### Escándalo político y muerte de los Pittocks
La casa fue el centro de un escándalo político en 1911, cuando un miembro del Consejo de la Ciudad de Portland, Will H. Daly, llamó la atención del público sobre el hecho de que Pittock había dispuesto una línea de agua para el proyecto de construcción totalmente a expensas de la ciudad, a pesar de que se encontraba a media milla fuera de los límites de la ciudad en ese momento. El incidente contribuyó a una larga disputa entre el periódico de Pittock y Daly, que finalmente condujo al fin de la carrera política del concejal.
Georgiana murió en 1918 a los 72 años, y Henry en 1919 a los 84. La familia Pittock siguió residiendo en la mansión hasta 1958, cuando Eric Ladd, que había permanecido en la mansión durante cuatro años, y Peter Gantenbein, un nieto de Pittock que había nacido en la casa, pusieron la finca en el mercado y no tuvieron éxito en su venta. Los grandes daños causados por la tormenta del Día de la Raza de 1962 hicieron que los propietarios se plantearan la demolición del edificio. La comunidad recaudó 75 000 dólares en tres meses para ayudar a la ciudad a comprar la propiedad. Al ver este apoyo popular, y estar de acuerdo en que la casa tenía un enorme valor como recurso histórico único, la ciudad de Portland compró la finca en 1964 por 225 000 dólares.

### Proyectos de restauración

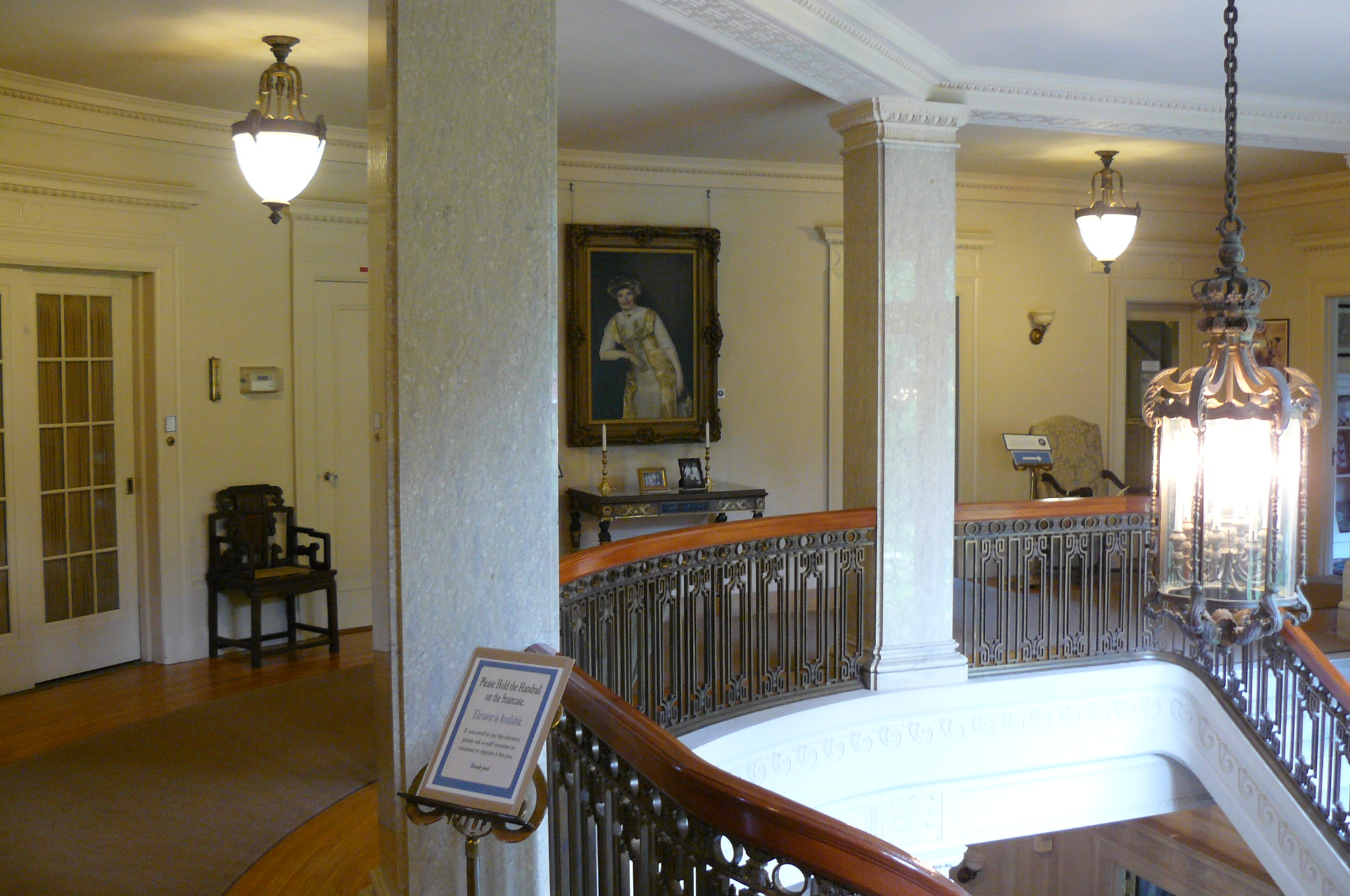
Imagen del interior de la mansión Pittock.

Se emplearon quince meses en restaurar el edificio. Se abrió al público en 1965 y desde entonces ha sido un punto de referencia para la comunidad. Alrededor de 80 000 personas visitan la mansión cada año. Debido a su ubicación a 300 m sobre el nivel del mar, es uno de los mejores lugares para la observación de aves en Portland. El edificio fue incluido en el Registro Nacional de Lugares Históricos en 1974.
En 2006, la ciudad de Portland estimó que la mansión necesitaba restauraciones por valor de entre 6 y 8 millones de dólares.

## Acceso
Los visitantes pueden llegar en coche hasta la mansión, situada en el 3229 de NW Pittock Drive. El sendero Wildwood Trail que atraviesa Forest Park también cruza la zona de aparcamiento de la mansión, lo que permite a los excursionistas llegar al sitio a pie.

## En los medios
La mansión hizo su primera aparición conocida en la película romántica de 1977 First Love, protagonizada por Susan Dey y William Katt. La casa era el hogar de la familia del protagonista y tenía una escena importante en esta película.
La segunda aparición fue en la película slasher Unhinged, de 1982, que se ha hecho tristemente célebre desde su estreno por haber sido prohibida en varios países por ser un vídeo desagradable. La casa se utiliza como localización principal en la película y se utiliza de forma destacada a lo largo de la misma. En los créditos finales se agradece a los habitantes de la ciudad de Portland su participación en la producción de la película.
Este lugar se utilizó en la película de 1989 The Haunting of Sarah Hardy, protagonizada por Sela Ward y Morgan Fairchild. Esta mansión también se utilizó de forma destacada en la película de 1993 El cuerpo del delito, protagonizada por Madonna y Willem Dafoe. Este lugar se utilizó como punto de llegada para la final de la decimotercera temporada del reality show ganador de seis premios Emmy, The Amazing Race. La mansión se visitó durante el estreno de la decimoséptima temporada del reality show neerlandés Wie is de Mol? como lugar de la primera prueba y eliminación de la temporada.
La mansión desempeña un papel en la saga literaria de las Crónicas de Wildwood de Colin Meloy. En la serie, Forest Park se imagina como un reino mágico, con la mansión Pittock como sede del gobierno.